# آمنه سلیمان
آمنه سلیمان (متولد ۱۹۸۸) معلم و مدافع حق دوچرخه سواری زنان در غزه است. او از سال ۲۰۱۶ تنها باشگاه دوچرخه‌سواری موجود در غزه را هدایت می‌کند.
سلیمان در دمشق، سوریه به دنیا آمد و در سال ۱۹۹۰ به غزه نقل مکان کرد. از سال ۲۰۱۶ او در اردوگاه جبالیا که اردوگاه آوارگان فلسطینی است و در ۳ کیلومتری شمال جبالیا قرار دارد. در این اردوگاه او در یک یتیم‌خانه محلی به‌طور داوطلبانه قرآن درس می‌دهد و با زنان محلی دوچرخه‌سواری می‌کند.

## نقش او در دوچرخه‌سواری زنان
در نوار غزه که آمنه سلیمان دوچرخه سواری می‌کند، دوچرخه‌سواری زنان بعد از رسیدن به بلوغ جنسی مرسوم نیست. در سال ۲۰۱۵ سلیمان به خاطر سلامتی و یادآوری دوران خوش کودکی به خودش شروع به دوچرخه‌سواری کرد. بزودی بعد از این کار آنچه را که اولین باشگاه دوچرخه‌سواری زنان محسوب می‌شود در بخش تحت اداره حزب حماس در غزه تأسیس کرد.
از زمان به قدرت رسیدن حزب حماس در نوار غزه، فعالیت زنان در بخش ورزش محدود شده‌است. طبق گفته احمد مُحسین، از مقامات دفتر وزارت جوانان و ورزش، دوچرخه‌سواری زنان زیر پا گذاشتن ارزشهای مردم غزه است. بعضی اشاره کرده‌اند که قبل از اواسط دهه ۱۹۸۰ دوچرخه‌سواری زنان در غزه رایج‌تر بوده‌است.
سلیمان از حق دوچرخه‌سواری زنان بعد از بلوغ جنسی حمایت می‌کند، و در نیویورک تایمز از او نقل شده‌است که به زنان جوان غزه سفارش می‌کند که به شوهران آینده‌شان در مورد اجازه دوچرخه‌سواری اصرار کرده و آن را از شروط ازدواجشان قرار دهند. در سال ۲۰۱۶ بی‌بی‌سی نیوز نام او را در بین ۱۰۰ زن بی‌بی‌سی قرار داد. او می‌گوید امیدوار است که زنان روزی بتوانند بدون برچسب خوردن و مخالفت دوچرخه‌سواری کنند.